# 1958 في المجر
فيما يلي قوائم الأحداث التي وقعت خلال عام 1958 في المجر.

## سياسة

### انتهاء فترة المنصب
- 28 يناير – يانوش كادار رئيس وزراء المجر.

## رياضة
- 6 سبتمبر – بطولة أوروبا للألعاب المائية 1958

## مواليد

### يوليو
- 29 يوليو – إمري جارابا لاعب كرة قدم مجري.

## وفيات

### يونيو
- 16 يونيو – إيمري ناج (مواليد 1896) سياسي مجري.